# Ullerød Sogn
Ullerød Sogn er et sogn i Hillerød Provsti (Helsingør Stift).
Frederiksborg Frimenighed opførte sin kirke i 1909. Frimenigheden blev i 1958 til Frederiksborg Valgmenighed. Midt i 1960'erne voksede Hillerød stærkt mod vest, og der opstod ønske om et nyt sogn. Sognemenighederne i Tjæreby Sogn – hvor valgmenighedskirken lå – og Frederiksborg Slotssogn fik lov til at benytte kirken, og i 1971 blev Frederiksborg Valgmenighedskirke filial til Tjæreby Kirke indtil det nye sogn kunne dannes.
Ullerød Sogn med Ullerød Kirke blev i maj 1972 udskilt fra Tjæreby Sogn og Slotssognet. De havde begge hørt til Lynge-Frederiksborg Herred i Frederiksborg Amt og var begge indlemmet i Hillerød Kommune ved kommunalreformen i 1970.
I Ullerød Sogn findes følgende autoriserede stednavne:
- Freersvang (bebyggelse, ejerlav)
- Gammel Ullerød (bebyggelse)
- Ny Ullerød (bebyggelse)
- Sophienborg (landbrugsejendom)
- Tolvkarlevang (bebyggelse)
- Ullerød (bebyggelse)
- Ullerød By (bebyggelse, ejerlav)